# Nyomár
Nyomár is een plaats (község) en gemeente in het Hongaarse comitaat Borsod-Abaúj-Zemplén. Nyomár telt 313 inwoners (2001).